# Algèbre des périodes
Pour les articles homonymes, voir Période.

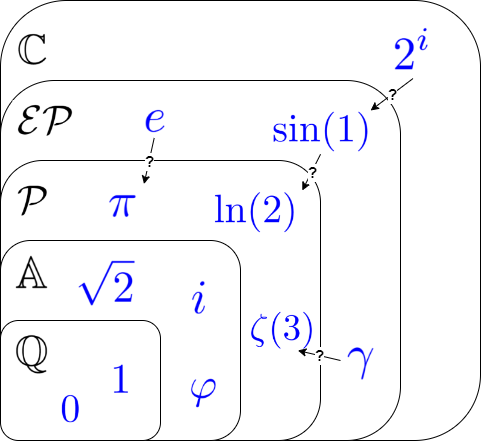
Les nombres complexes et variables de leurs sous-ensembles.

En mathématiques, et plus précisément en théorie des nombres, une période est un nombre complexe qui peut s'exprimer comme l'intégrale d'une fonction algébrique sur un domaine algébrique. La somme et le produit de deux périodes sont encore des périodes, donc les périodes forment un anneau commutatif unitaire. Elles forment même une algèbre sur le corps ℚ des nombres algébriques. Cette notion a été introduite par Maxime Kontsevitch et Don Zagier.

## Motivations
L'algèbre des périodes est à la fois assez facile à appréhender en raison de sa petite taille (dénombrable et ne contenant que des nombres calculables) et assez grosse pour contenir non seulement tous les nombres algébriques, mais toutes les constantes mathématiques « usuelles », même celles qui sont transcendantes. Le premier des deux « principes » énoncés par Kontsevitch et Zagier résume cela par :
« Principe 1. Chaque fois que vous rencontrez un nouveau nombre et que vous avez décidé (ou que vous vous êtes convaincu) qu'il est transcendant, essayez de voir si ce ne serait pas une période. »
Hormis la fin de leur article, où Kontsevitch expose des spéculations motiviques très pointues, les deux auteurs n'ont fait « qu'» offrir un baptême à une notion qui est « dans l'air du temps » depuis plusieurs siècles. Michel Waldschmidt, spécialiste d'arithmétique diophantienne, mentionne par exemple, parmi ses propres motivations pour cette notion, :
- un théorème frappant d'Alfred van der Poorten[5] (qu'il rapproche de celui de Gelfond-Schneider) : « Soient P et Q des polynômes à coefficients algébriques vérifiant que Q est à racines simples et deg P < deg Q et soit γ un chemin fermé, ou bien dont les extrémités sont algébriques ou infinies. Si l'intégrale {\displaystyle \int _{\gamma }{\frac {P(z)}{Q(z)}}\mathrm {d} z} existe, alors elle est soit nulle, soit transcendante » ;
- un théorème analogue de Schneider sur les intégrales elliptiques de première et deuxième espèce ;
- une conjecture sur les valeurs aux entiers impairs de la fonction zêta de Riemann[4], selon laquelle les périodes π, ζ(3), ζ(5), ζ(7), … seraient algébriquement indépendantes sur ℚ.

## Définition
Une période est un nombre complexe dont les parties réelle et imaginaire sont des valeurs d'intégrales absolument convergentes de fonctions rationnelles à coefficients rationnels, sur des domaines de ℝn définis par des inéquations polynomiales à coefficients rationnels (on peut remplacer « inéquations » par : « équations ou inéquations »). C'est-à-dire que partie réelle et imaginaire doivent être de la forme
{\displaystyle \int _{P(x,y,z,\ldots )\geq 0}Q(x,y,z,\ldots )\mathrm {d} x\mathrm {d} y\mathrm {d} z\ldots }
où {\displaystyle P} est un polynôme et {\displaystyle Q} une fonction rationnelle sur {\displaystyle \mathbb {R} ^{n}} à coefficients rationnels.
On obtient une définition équivalente si on la restreint en n'autorisant comme intégrande que la fonction constante 1, ou si au contraire on l'étend en autorisant des fonctions algébriques, à la fois dans l'intégrande et dans les inéquations.

## Exemples
- Tous les nombres algébriques, comme{\displaystyle {\sqrt {2}}=\int _{2x^{2}\leq 1}\mathrm {d} x}.
- Tous leurs logarithmes, comme{\displaystyle \ln 2=\int _{1<x<2}{\frac {\mathrm {d} x}{x}}}.
- Le nombre π :{\displaystyle \pi =\int _{x^{2}+y^{2}\leq 1}\mathrm {d} x\mathrm {d} y}donc également les périodes des fonctions trigonométriques et de l'exponentielle complexe.
- Les intégrales elliptiques de paramètres et bornes algébriques, par exemple les périodes fondamentales d'une fonction elliptique de Weierstrass de paramètres g2, g3 algébriques :{\displaystyle \omega _{i}=\int _{e_{i}}^{\infty }{\frac {\mathrm {d} t}{\sqrt {4t^{3}-g_{2}t-g_{3}}}}\quad (i=1,2)}où 4t3 – g2t – g3 = 4(t – e1)(t – e2)(t – e3).
- Les valeurs aux entiers de la fonction zêta de Riemann et des fonctions zêta multiples.
- Le produit par une puissance de π adéquate de certaines valeurs de fonctions hypergéométriques :{\displaystyle \pi ^{p-1}\times \,_{p}F_{p-1}(a_{1},\ldots ,a_{p};b_{1},\ldots ,b_{p-1};z)\quad {\text{si }}a_{i},b_{j}\in \mathbb {Q} {\text{ et }}z\in {\overline {\mathbb {Q} }}}(pour p entier ≥ 2, bj ∉ –ℕ et |z| < 1).
- Certaines constantes données par des séries ou des intégrales de fonctions transcendantes se trouvent être par ailleurs des périodes (c'est le cas par exemple pour Γ(p/q)q pour p et q entiers > 0, en utilisant la fonction bêta), sans qu'aucune règle générale ne semble se dégager.

## Contre-exemples
Kontsevich et Zagier ont posé trois problèmes. Le troisième est d'exhiber au moins un nombre qui ne soit pas une période.
- Comme ils le signalent eux-mêmes, l'ensemble des périodes étant dénombrable, il existe a priori « beaucoup » de solutions. Mais le problème implicite est d'en définir ne serait-ce qu'une, moins artificiellement que par le procédé diagonal de Cantor, ou de montrer qu'une constante telle que e ou 1/π, qu'on conjecture ne pas être une période, n'en est effectivement pas une.
- Puisque l'anneau des périodes est inclus dans le corps des nombres calculables, une réponse « naïve » est de proposer l'un des exemples déjà connus de nombres non calculables, comme la constante Oméga de Chaitin.
- Dans une prépublication récente[7] citée par Waldschmidt comme un « analogue de Liouville »[8], ce qui est plus précisément ce qu'attendaient Kontsevich et Zagier[9], M. Yoshinaga démontre que toutes les périodes sont des nombres réels élémentaires (une notion d'approximation par les rationnels plus restrictive que celle de nombre réel calculable)[10]. Le procédé diagonal, appliqué aux réels élémentaires, lui permet par ailleurs de construire un nombre calculable non élémentaire, donc qui n'est pas une période.
- Un « analogue d'Hermite et Lindemann »[8] « encore plus désirable »[9] serait de montrer qu'un nombre particulier non construit spécialement à cet effet, comme e, 1/π ou la constante d'Euler-Mascheroni, n'est pas une période.
- Waldschmidt a conjecturé depuis[8] qu'aucun nombre de Liouville n'est une période, inspiré par des résultats récents sur les propriétés du « degré d'une période »[11], i.e. la dimension minimale d'un domaine algébrique dont cette période est le volume.

Les deux auteurs estiment que leurs trois problèmes « sont très difficiles et vont probablement rester ouverts longtemps ».

## Conjecture et problèmes
Une représentation d'une période (comme une intégrale d'une fonction algébrique sur un domaine algébrique) peut être transformée en beaucoup d'autres en utilisant trois règles :
1) additivité de l'intégrale (par rapport au domaine d'intégration et par rapport à l'intégrande)
2) changement de variable
3) théorème fondamental de l'intégration (à une ou plusieurs variables)
L'égalité entre nombres algébriques est décidable, celle entre nombres calculables ne l'est pas. Les deux auteurs prévoient que celle entre périodes est récursivement énumérable, et plus précisément :
« Conjecture 1. Si une période a deux représentations, alors on peut passer de l'une à l'autre en utilisant uniquement les règles 1), 2), 3) où toutes les fonctions et tous les domaines d'intégration sont algébriques à coefficients dans ℚ. »
Ils posent même un problème encore plus difficile (et dont il est également difficile de prouver qu'il n'a pas de solution, si tel est le cas) :
« Problème 1. Trouver un algorithme pour déterminer si deux périodes données sont égales. »
ainsi que leur problème no 2, peu formalisé mais inspiré des algorithmes connus pour les nombres rationnels et algébriques, de reconnaître si un nombre est une période « simple » ou pas, la précision numérique sur ce nombre étant disponible à volonté en fonction de la simplicité prescrite.

## Généralisations
Don Zagier et Kontsevich définissent également la notion de période exponentielle, obtenue en autorisant dans la définition précédentes des fonctions et des bornes de la forme « exponentielle d'une fonction algébrique » ; en y ajoutant la constante d'Euler, ils conjecturent qu'on obtient ainsi « toutes les constantes mathématiques usuelles ».